# Uwe Flick
Uwe Flick  (* 25. November 1956 in Heidelberg) ist ein deutscher Soziologe.

## Leben
Er erwarb das Diplom in Psychologie 1984, das Diplom in Soziologie 1985, den Dr. phil. 1988 und die Habilitation 1994. Ab 1997 war er Professor für Methoden der Empirischen Sozial- und Pflegeforschung und von 2004 bis 2013 Professor für Qualitative Forschung an der Alice Salomon Hochschule (Berlin). Seit 2013 ist er Professor für Qualitative Sozial- und Bildungsforschung an der FU Berlin, Fachbereich Erziehungswissenschaft und Psychologie.
Seine Forschungsschwerpunkte sind Alltagswissen, Gesundheitsvorstellungen, soziale Repräsentationen, Altersbilder, Jugendobdachlosigkeit, Alter und Gesundheit, Schlaf und Schlafstörungen, Migration und Vulnerabilität und Inanspruchnahme.

## Schriften (Auswahl)
- Vertrauen, Verwalten, Einweisen. Subjektive Vertrauenstheorien in sozialpsychiatrischer Beratung. Wiesbaden 1989, ISBN 3-8244-4015-6.
- Psychologie des technisierten Alltags. Soziale Konstruktion und Repräsentation technischen Wandels in verschiedenen kulturellen Kontexten. Opladen 1996, ISBN 3-531-12737-3.
- Qualitative Sozialforschung. Eine Einführung. Reinbek bei Hamburg 2009, ISBN 978-3-499-55694-4.
- Triangulation. Eine Einführung. Wiesbaden 2011, ISBN 3-531-18125-4.